# Барташешти (Бакау)
Барташешти (рум. Bărtășești) насеље је у Румунији у округу Бакау у општини Унгурени. Oпштина се налази на надморској висини од 268 m.

## Становништво
Према подацима из 2002. године у насељу је живело 377 становника, од којих су сви румунске националности.